# Scinax squalirostris
Scinax squalirostris es una especie de anfibios de la familia Hylidae.
Habita en Argentina, Bolivia, Brasil, Paraguay, Uruguay y posiblemente en Perú.
Sus hábitats naturales incluyen bosques tropicales o subtropicales secos y a baja altitud, sabanas secas, zonas de arbustos, praderas parcialmente inundadas, marismas intermitentes de agua dulce, pastos, jardines rurales, zonas previamente boscosas ahora muy degradadas, estanques, canales y diques.

## Galería de Imágenes

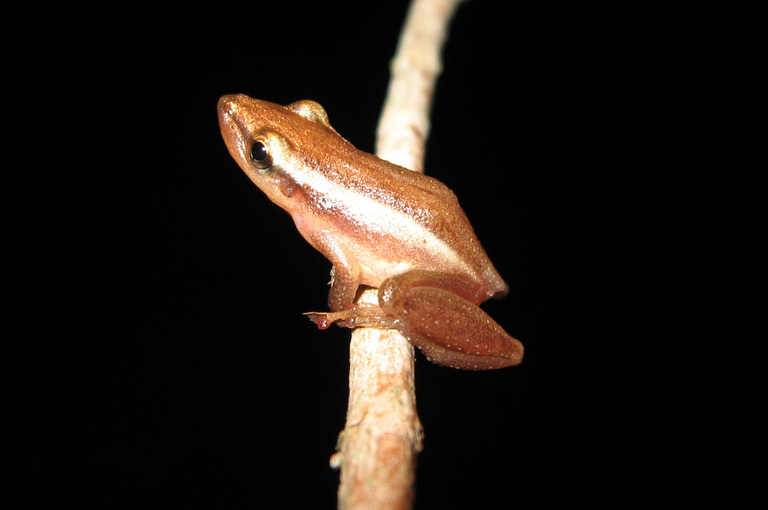
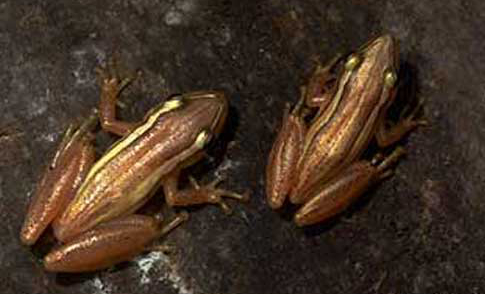